# Martin (Słowacja)
Martin (węg. Turócszentmárton, niem. Turz-Sankt Martin, łac. Sanctus Martinus / Martinopolis) – miasto powiatowe w północnej Słowacji, w kraju żylińskim, w historycznym regionie Turiec. Do 1951 nosiło nazwę Turčiansky Svätý Martin. Pod koniec 2019 roku, z liczbą mieszkańców wynoszącą około 54 tys., Martin zajmował dziewiąte miejsce wśród najludniejszych słowackich miast.

## Położenie
Martin leży na wysokości 394 m n.p.m. w północnej (dolnej) części Kotliny Turczańskiej, u ujścia rzeki Turiec do Wagu, między pasmami Wielkiej Fatry i Małej Fatry. Powierzchnia miasta wynosi 67,74 km².

## Dzielnice Martina
- Jahodníky
- Košúty
- Martin
- Podháj
- Priekopa
- Tomčany
- Záturčie

## Historia
W okolicach Martina istniało osiedle kultury halsztackiej, a w IX wieku – osiedle słowiańskie. Pierwsza pisemna wzmianka o miejscowości pochodzi z 1264 – w tym czasie stał tu już romański kościół. Prawa miejskie Martin otrzymał w 1340. W 1430 miasto zostało spalone przez husytów, kilkakrotnie niszczyły je także trzęsienia ziemi. Od XVIII wieku był siedzibą władz komitatu Turiec. W połowie XIX wieku Martin stał się ośrodkiem słowackiego odrodzenia narodowego (dzisiejsza literacka odmiana języka słowackiego ma za podstawę dialekt okolic Martina). W 1863 w Martinie założono Macierz Słowacką. W 1894 w mieście rozpoczęto produkcję piwa Martiner. 30 października 1918 w Martinie ogłoszono deklarację o zjednoczeniu ziem słowackich z Czechami i Morawami w Czechosłowację. Pod koniec II wojny światowej Martin został zdobyty przez Armię Czerwoną 11 kwietnia 1945. Po wojnie Martin stał się ośrodkiem przemysłu ciężkiego, głównie maszynowego (również zbrojeniowego), budowlanego, a także papierniczego i spożywczego (browar, zamknięty w 2003). W 1951 komunistyczne władze usunęły z nazwy miasta określenie „święty”, stanowiące jej część od początku istnienia miasta.
Dzisiejszy Martin to nadal ośrodek przemysłowy – znajdują się tu m.in. zakłady Volkswagena, drukarnia „Neografia”, zakłady obuwnicze „Ecco Slovakia” i wytwórnia części samochodowych „Trim Leader Co”.

## Gospodarka
W mieście rozwinął się przemysł maszynowy, meblarski, papierniczy, włókienniczy, spożywczy, farmaceutyczny oraz poligraficzny.

## Transport
Przez Martin przebiega słowacka droga krajowa nr 18 (przyszła autostrada D1 / E50) z Żyliny do Rużomberku. Łączy się z nią droga krajowa nr 65 z Żaru nad Hronem. Przez miasto przebiega też linia kolejowa ze Zwolenia, która w sąsiednim miasteczku Vrútky łączy się z Koszycko-Bohumińską magistralą dając połączenia do Żyliny oraz Popradu.

## Sport, turystyka, zabytki

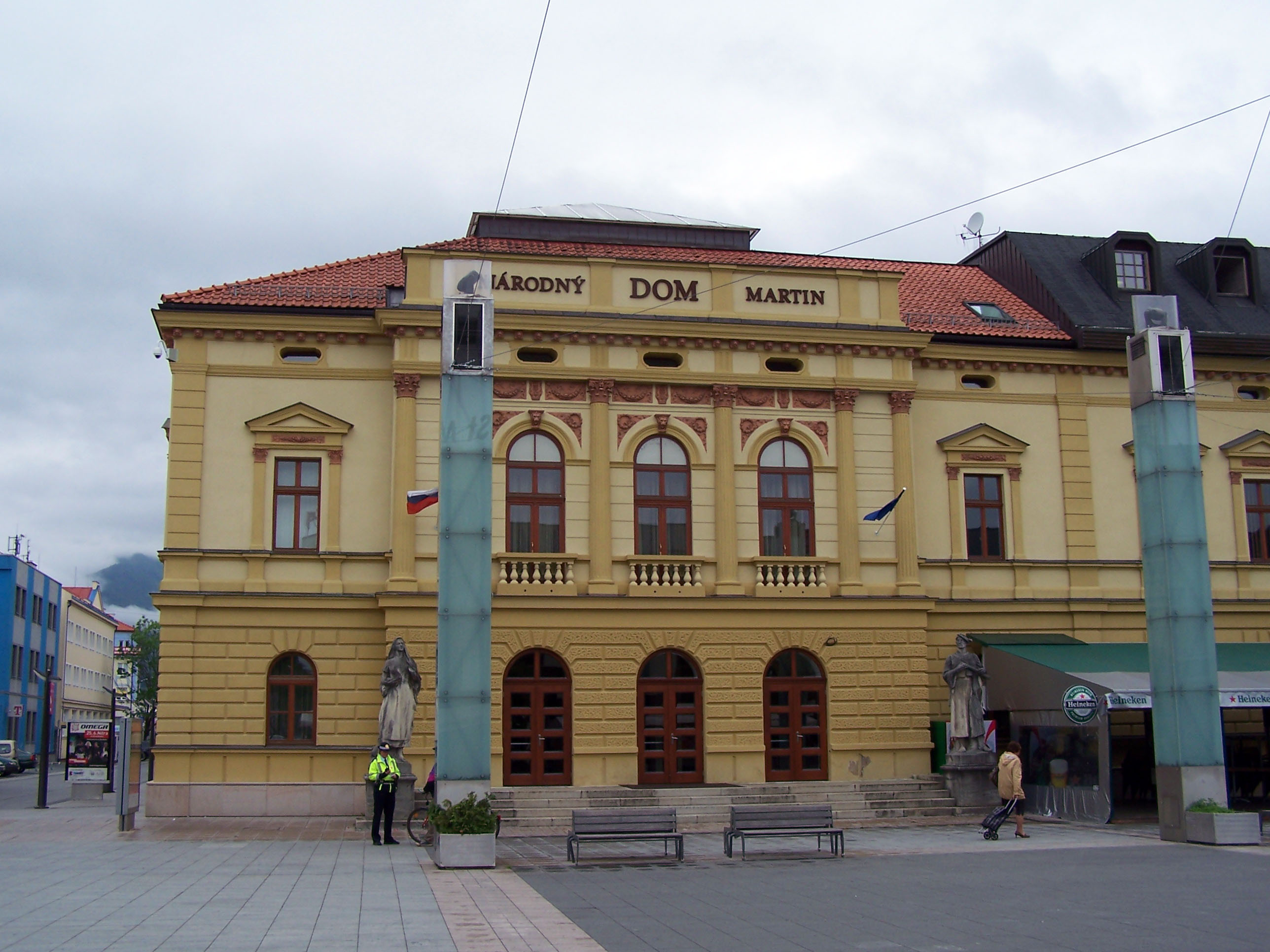
Słowacki Teatr Kameralny

W Martinie ma siedzibę klub hokejowy MHC Martin.
Miasto służy również jako baza turystyczna do wycieczek w góry Wielkiej i Małej Fatry. Znajduje się tu kilka muzeów, m.in. Muzeum Etnograficzne (oddział Słowackiego Muzeum Narodowego) i Muzeum Wsi Słowackiej – skansen (Múzeum slovenskej dediny) oraz szereg galerii sztuki. Są tu również zabytki:
- katolicki kościół pw. Świętego Marcina z XIII wieku, rozbudowany w XV wieku, z freskami z XIV wieku,
- klasycystyczny kościół ewangelicki,
- słowacki Cmentarz Narodowy (Národný cintorín, pomnik kultury narodowej). Założony w początkach XIX w., znaczenie narodowego panteonu uzyskał w II połowie tego stulecia, w czasie, kiedy Martin był nieoficjalną stolicą Słowaków. Znajdują się tu groby z cennymi nagrobkami i pomnikami ponad 300 wybitnych osób słowackiego życia narodowego, kulturalnego i naukowego.
- budynki Macierzy Słowackiej,
- odbudowane centrum miasta z budynkami słowackiego Banku Tatrzańskiego („Tatra Banka”), Słowackiej Biblioteki Narodowej i teatru,
- martińska synagoga i cmentarz żydowski.

## Miasta partnerskie
- Jičín
- Karwina
- Kalisz
- Sisak
- Békéscsaba
- St. Pölten
- Gotha
- Hoogeveen
- Bački Petrovac
- Skoczów